# Co-Ed Confidential
Co-Ed Confidential es una serie de televisión por cable que es transmitida por Cinemax. El programa es una nueva versión erótica de la película National Lampoon's Animal House (1978) y fue mostrada originalmente en Cinemax After Dark.

## Producción
La serie se estrenó en 2007 y tuvo cuatro temporadas que abarcaron un total de 52 episodios originales más 6 compilaciones. Esta serie contiene principalmente escenas de sexo simulado.  La cuarta temporada se estrenó 1 de junio de 2010 y el episodio final de la serie se emitió el 27 de agosto de 2010. reunion el reencuentro se emitió en 23 de julio de 2014 con Michelle Maylene, Brad Bufanda, y Andre Boyer.

## Argumento
El decano de los estudiantes en una universidad cierra una fraternidad salvaje llamada Casa Omega. El edificio se convirtió luego en una residencia mixta para 5 estudiantes de primer año supervisados por la estudiante graduada Ofelia (Hannah Harper) y de su pareja, James (Kevin Patrick), el expresidente de la casa Omega.

## Reparto
- Brad Bufanda - Larry (Temporadas 2–4)
- Hannah Harper - Ophelia (Temporadas 1–3)
- Brandon Ruckdashel - Zach (Temporadas 3–4)
- Sandra Luesse - Lisa (Temporada 1)
- Oskar Rodríguez - Jose (Temporada 1)
- Michelle Maylene - Karen (Temporadas 1–4)
- Kelli McCarty - Phyllicia (Temporada 4)
- Kevin Patrick - James (Temporadas 1–4)
- Charmane Star - Erin (Temporadas 3-4)
- Misty Stone - Dawn (Temporada 4)
- Sydnee Steele - Madrastra de Karen (Temporadas 2–4)
- Kaylani Lei - Minx (Temporadas 2–4)
- Aurora Snow - Lacey (Temporadas 1–2)
- Randy Spears - Padre de Karen (Temporadas 2–3)
- Sunny Leone - Desnudista (Temporada 1)
- Brooke Haven - Desnudista (Temporada 2)
- Dena Kollar – Layla (Temporadas 3–4)
- Leigh Livingston – Ciara (Temporada 3–4)
- Daisy Marie
- Mia Presley – Princesa del hielo (Temporadas 3–4)
- Jennifer Dark – Olga (Temporada 4)
- Olivia Alaina May - Emmanuelle / Emily (Temporada 2)

## Lista de episodios
Primera Temporada (2007–2008) – 13 Episodios
1. "The First Time" – 2 de noviembre de 2007
2. "What A Rush" – 10 de noviembre de 2007
3. "Of Co-ed Bondage" – 17 de noviembre de 2007
4. "Breaking Up" – 24 de noviembre de 2007
5. "Clothing Optional" – 30 de noviembre de 2007
6. "I Never" – 7 de diciembre de 2007
7. "Blind Date" – 15 de diciembre de 2007
8. "The Intervention" – 21 de diciembre de 2007
9. "The Climax Killer" – 28 de diciembre de 2007
10. "When Virgins Attack" – 4 de enero de 2008
11. "I Don't" – 11 de enero de 2008
12. "Butt Naked" – 18 de enero de 2008
13. "Happy Endings" – 25 de enero de 2008

Segunda Temporada (2008) – 13 Episodios
1. "Welcome Back" – 12 de junio de 2008
2. "Undecided" – 15 de junio de 2008
3. "French Style" – 27 de junio de 2008
4. "The Hunt Is On" – 4 de julio de 2008
5. "Rolling Royce" – 11 de julio de 2008
6. "Star Whores" – 18 de julio de 2008
7. "The Truth Will Out" – 25 de julio de 2008
8. "Educating Larry" – 1 de agosto de 2008
9. "Splitsville" – 8 de agosto de 2008
10. "Forget to Remember" – 15 de agosto de 2008
11. "The Bachelor Party" – 22 de agosto de 2008
12. "Cold Feet" – 29 de agosto de 2008
13. "I Do, Do I?" – 5 de septiembre de 2008

Tercera Temporada (2009) – 13 Episodios
1. "Fact vs. Fiction" – 3 de abril de 2009
2. "Spring Break Up" – 10 de abril de 2009
3. "Girls Gone Mild" – 17 de abril de 2009
4. "The Smartest Dumb Guy in the World" – 24 de abril de 2009
5. "The Power of Suggestion" – 1 de mayo de 2009
6. "An Ill Wind Blows" – 8 de mayo de 2009
7. "The Wet and the Wild" – 15 de mayo de 2009
8. "Three Days of the Cougar" – 22 de mayo de 2009
9. "Riding the Air Waves" – 29 de mayo de 2009
10. "Got Balls" – 5 de junio de 2009
11. "Blast from the Past" – 12 de junio de 2009
12. "Let the Games Begin" – 19 de junio de 2009
13. "It Ain't Over Til It's Over" – 26 de junio de 2009

Cuarta Temporada (2010) – 13 Episodios
1. "Staying Power" – 1 de junio de 2010
2. "After Party Girl" – 12 de junio de 2010
3. "Finding Mr. Right Now" – 19 de junio de 2010
4. "Hot for Teacher" – 25 de junio de 2010
5. "How Minx Got Her Groove Back" – 2 de julio de 2010
6. "Girls in Love" – 10 de julio de 2010
7. "Let Me Seduce You" – 16 de julio de 2010
8. "Come as You Are" – 23 de julio de 2010
9. "CSI Coed" – 30 de julio de 2010
10. "It's Not What It Looks Like" – 7 de agosto de 2010
11. "Future Sex" – 13 de agosto de 2010
12. "Performance Anxiety" – 21 de agosto de 2010
13. "The Last Hurrah" – 27 de agosto de 2010

## Recepción y revisión
El programa está bien clasificado en IMDb; muchos han elogiado el show por tener guiones ingeniosos y el tipo de diálogo para un espectáculo de núcleo blando. La serie erótica se estrenó el 2 de noviembre de 2007. El espectáculo también está protagonizado por Michelle Maylene y Brad Bufanda. El programa se dice que es una comedia/ híbrida núcleo blando; el primero de su tipo para este género.